# Megachile curtula
Megachile curtula is een vliesvleugelig insect uit de familie Megachilidae. De wetenschappelijke naam van de soort is voor het eerst geldig gepubliceerd in 1857 door Gerstäcker.